# Тодоричене
Тодоричене е село в Северна България. То се намира в община Луковит, област Ловеч.

## География
Тодоричене е малко и красиво село, намиращо се на 5 km от град Луковит и на 50 km от град Ловеч. Селото се отличава с красива природа и плодородна почва. В покрайнините на селото преминава река Златна Панега. По пътя за с. Дерманци се намира язовир Тодоричене.

## История
За пръв път селото се споменава в най-ранния Османски данъчен регистър от 1430 г. като Тодориджа (Тодорича). В началото на османското владичество, а вероятно и по време на Втората българска държава, е влизало в каза (област) Мроморнича (бълг. Мраморница). През XVIII век са го нарекли Тодоричане.

## Население
Численост и дял на етническите групи според преброяването на населението през 2011 г.:
|                     | Численост | Дял (в %) |
| Общо                | 425       | 100,00    |
| Българи             | 418       | 98,35     |
| Турци               | 0         | 0,00      |
| Цигани              | 0         | 0,00      |
| Други               | 0         | 0,00      |
| Не се самоопределят | 0         | 0,00      |
| Неотговорили        | 4         | 0,94      |

## Културни и природни забележителности
В селото се намира многовековната и най-голяма църква в цялата община Луковит „Света Параскева“, която е реставрирана през 2009 г. и е открита за Великденските празници през 2010 г.
В центъра на селото се намира параклисът „Св. Илия“ (снимка Архив на оригинала от 2016-06-11 в Wayback Machine.).
В близост до параклиса има паметник на баща и син – партизани (снимка Архив на оригинала от 2016-06-11 в Wayback Machine.), (снимка Архив на оригинала от 2016-06-11 в Wayback Machine.).

## Редовни събития
- Бал на селото на 14 февруари всяка година.
- Празнуване Бабин ден.
- Съборът на селото е на 2 август всяка година.

## Личности
- Тома Стефанов Томов – Владо, зам.-министър на земеделието по времето на Станко Тодоров
- Марин Дочев – партизанин от отряд „Г. Бенковски“